# Château des Puits
Ne doit pas être confondu avec Château de Puits.
Le château des Puits est situé sur la commune de Gourdon au centre du département de Saône-et-Loire, en bas de pente.

## Description
Le château actuel semble résulter de la transformation, au XVIIe siècle et au XVIIIe siècle, de bâtiments médiévaux. La construction est groupée autour d'une cour rectangulaire close de murs, à laquelle donne accès une porte cochère sans couvrement. Le logis principal en occupe la plus grande partie de côté est. Couvert d'un haut toit à croupes en tuiles plates, il est flanqué sur ses façades latérales de tours rondes coiffées de toits coniques. La tour nord renferme un escalier à vis qui dessert les différents niveaux de l'habitation. La partie supérieure de la tour sud, soulignée à l'extérieur par un bandeau, est occupée par un pigeonnier
Toutes les pièces sont pourvues de plafonds à poutres apparentes à la française
Au nord de la cour, s'appuyant en retour d'équerre sur la tour, l'aile dite des voûtes est formée d'un sous-sol et d'un rez-de-chaussée voûtés d'arête et d'un comble à surcroît. À son pignon ouest, que couronne un clocher-mur à une baie, s'appuie une petite chapelle désaffectée.
Les communs se trouvent au sud. Un vieux puits à margelle de granit occupe le centre de la cour. Un jardin et un parc boisé s'étendent à l'est.
Le château, propriété privée, ne se visite pas.

## Historique
- XVIIe siècle et XVIIIe siècle : le fief appartient à la famille de Thésut, puis il échoit à François Raffin de Sermaise et à Claudine de Beugre, son épouse
- 1761 : Gabriel Raffin de Sermaise, fils des précédents, leur succède
- XXe siècle : par successions familiales, le château parvient à M. J. Gauthier de Bellefond

### Armoiries
- Thésut : D’or, à la bande de gueules, chargée de trois sautoirs du champ, dans le sens de la bande